# Vesperae de Dominica KV 321
Vesperae solennes de Dominica, Köchelverzeichnis KV 321, ist eine sakrale Chorkomposition von Wolfgang Amadeus Mozart, komponiert im Jahre 1779. Die Uraufführung fand wohl im selben Jahre statt. Mozart vertonte hier fünf Psalmen (109–112 & 116), außerdem den Magnificat-Text.
Der eingebürgerte Titelzusatz „de Dominica“ weist auf die Verwendung für eine Vesper an einem Sonntag hin, stammt aber nicht von Mozarts Hand und ist auch liturgisch falsch: während in der Sonntagsvesper als fünfter Psalm Ps 113 vorgesehen ist, vertonte Mozart an dieser Stelle Ps 116, der für den Festtag eines heiligen Bekenners vorgesehen ist. Das Werk weist somit dieselbe Satzfolge auf wie sein Schwesterwerk, die Vesperae solennes de Confessore KV 339.
Mozart komponierte das Werk während seiner Tätigkeit als Hofkomponist des Erzbischofs von Salzburg Hieronymus von Colloredo für den liturgischen Gebrauch im Salzburger Dom.

## Werkbeschreibung
Das Stück wurde komponiert für einen SATB-Chor und Solisten, instrumental begleitet von Violinen I and II, 2 Trompeten, 3 Posaunen, 2 Oboen, Fagott, Pauken und Orgel.
Das Werk besteht aus sechs Sätzen.
1. Dixit (Ps 110 (109) VUL)
2. Confitebor (Ps 111 (110) VUL)
3. Beatus vir (Ps 112 (111) VUL)
4. Laudate pueri (Ps 113 (112) VUL)
5. Laudate Dominum (Ps 117 (116) VUL)
6. Magnificat (Lk 1,46-55 VUL)

Länge des Werkes: ca. 30 Minuten